# Maître d'Étienne Poncher
Le Maître d’Étienne Poncher désigne par convention un enlumineur actif à Paris entre 1490 et 1510. Il doit son nom à deux manuscrits peint pour l'évêque de Paris Étienne Poncher. Il a travaillé dans l'entourage du Maître de Jacques de Besançon. 

## Éléments biographiques et stylistiques
Ce maître a été identifié pour la première fois par Isabelle Delaunay en 2000 dans sa thèse sur le milieu du livre à Paris à la fin du XVe siècle. Elle a regroupé son œuvre à partir de deux manuscrits enluminés pour Étienne Poncher, évêque de Paris : un pontifical et un manuscrit des Empereurs de Rome et d’Allemagne. Il a sans doute été formé dans l'atelier du Maître de Jacques de Besançon, l'un des plus importants de cette époque dans la capitale et auquel il emprunte de nombreuses compositions. Il participe d'un style de l'enluminure parisienne qui emprunte aussi bien aux ateliers parisiens qu'à l'enluminure du Val de Loire comme Jean Fouquet ou Jean Bourdichon. Il collabore dans plusieurs ouvrages avec le Maître de la Chronique scandaleuse et le Maître des Triomphes de Pétrarque. Son style est caractérisé par des personnages avec des visages au teint de porcelaine, aux yeux ronds et soulignés. Il a une prédilection pour les scènes de boulangerie dans les calendriers des livres d'heures. 

## Œuvres attribuées

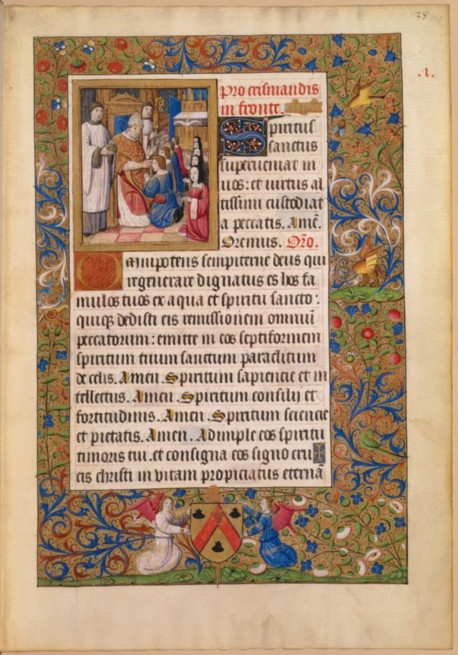
Première page du pontifical d’Étienne Poncher.

### Manuscrits attribués
- Pontifical parisien à destination d'Étienne Poncher, en deux tomes, Bibliothèque nationale de France, Lat.956-957
- Les Empereurs de Rome et d’Allemagne, destiné à Étienne Poncher, coll. part. non localisée, vente Mensing, Amsterdam, 1929 (lot 45)
- Livre d'heures à l'usage d'Orléans, vers 1490-1500, 13 grandes miniatures et 15 petites, en collaboration avec le Maître de Liénart Barotin, coll. part., passé en vente à Drouot le 17 décembre 2014 (lot 164bis)[2]
- Fragment de l'office des morts d'un ancien livre d'heures, vers 1493-1500, 1 miniature, collection Liuba et Ernesto Wolf, vente avortée chez Artcurial le 4 décembre 2012 (lot 43)[3]
- Livre d'heures, fin du XVe siècle, 18 grandes miniatures et 14 petites, Bibliothèque de l'Arsenal, Paris, Ms.555[4]
- Heures de Guillaume de La Cauchie et Jeanne de Ligues, à l'usage de Paris, vers 1500, 1 grande miniature et 44 petites, en collaboration avec le Maître de la Chronique scandaleuse, coll. part., passé en vente chez Alde à Paris le 31 octobre 2012 (lot 75)[5]
- Livre d'heures à l'usage de Paris, vers 1500, 12 grandes miniatures et 16 petites, en collaboration avec le Maître de Jean d'Albret et le Maître de Liénart Baronet, coll. part. passé par le libraire Les Enluminures et la galerie Meyer en 2013 à Paris (BOH88)[6]
- Livre d'heures à l'usage de Paris, vers 1500, 15 grandes miniatures et 17 petites, ancienne collection du Metropolitan Museum of Art, passé en vente chez Christie's le 1er décembre 2015 (lot 21)[7]
- Livre d’heures à l'usage de Paris, en collaboration avec le Maître des Triomphes de Pétrarque, Société archéologique de Montpellier, ms.137
- Geste des comtes de Dammartin, vers 1500-1503, encadrement des miniatures réalisées par le Maître des Entrées parisiennes, Médiathèque Toussaint, d'Angers, Ms.2250[8]
- Livre d'heures à l'usage de Poitiers pour la famille de Belleville de Hardepane, vers 1505-1510, 13 miniatures en pleine page en collaboration avec un enlumineur anonyme, Médiathèque de Poitiers (acquis en 2010), Ms.1120[9]
- Livre d'heures, BNF, Lat.13294
- Livre d'heures à l'usage de Paris, une initiale et cinq encadrements historiés, BNF, Lat.18032[10]
- Heures dites de Pixerécourt, musée Dobrée, Nantes, ms.14

### Imprimés
- Légende dorée imprimée pour Antoine Vérard en 1493, bibliothèque de l'Université catholique de l'Ouest, non côté[11]